# Ана Карењина (филм из 1997)
Ана Карењина (енгл. Anna Karenina) је филм из 1997. редитеља Бернарда Роуза са Софи Марсо и Шоном Бином у главним улогама. Филм је адаптација истоименог романа Лава Толстоја и у потпуности је сниман на аутентичним локацијама у Русији (Санкт Петербург и Москва).

## Улоге
| Глумац          | Улога                                       |
| --------------- | ------------------------------------------- |
| Софи Марсо      | Ана Карењина                                |
| Шон Бин         | Алексеј Кирилович Вронски                   |
| Алфред Молина   | Константин Дмитријевич Љевин                |
| Мија Кершнер    | Јекатерина Александровна Шчербатски, „Кити" |
| Џејмс Фокс      | Алексеј Александрович Карењин               |
| Фиона Шо        | Лидија Ивановна                             |
| Дени Хјустон    | Степан Аркадјевич Облонски, „Стива"         |
| Саскија Викам   | Дарја Александровна, „Доли"                 |
| Филајда Ло      | Вронскаја                                   |
| Дејвид Скофилд  | Николај                                     |
| Џенифер Хол     | Бетси                                       |
| Пјотр Шелохонов | Капитонич                                   |

## Зарада
Филм је у САД зарадио 858,553 $.